# 黃虞稷

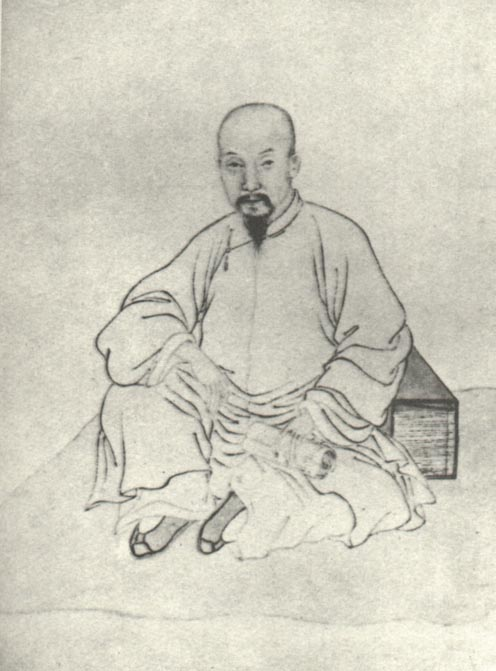

黃虞稷（1629年—1691年），字俞邰，號楮園，福建泉州府晉江縣安平（今晉江市安海鎮）人，明末清初藏書家。
生於明崇禎二年（1629年），受父親黃居中影響，嗜書成癖。順治元年（1644年）十六歲時進縣學，與丁雄飛有往來。康熙六年（1667年）撰寫〈賴古堂印譜序〉一文，康熙十八年（1679年）參與編修《明史》，康熙二十九年（1690年）隨徐乾學往太湖包山書局編纂《大清一統志》。
黃虞稷及其父兩代共藏書八萬卷，書房名「千頃齋」，“常与江左诸名士约为经史会，以资浏览，借阅者无虚日”，錢謙益編纂《列朝詩集》，曾向黃虞稷借書。其書籍多用“黃虞稷印”、“俞邰”。
康熙三十年（1691年）七月，歸江寧府，五日後卒，享壽六十三歲。
著有《千頃堂書目》32卷，《我貴軒集》、《建初集》、《朝爽閣集》、《蟬巢集》、《史傳紀年》等。
黃虞稷的故居在安海鎮朝天境。